# Marienthal: State of Emergency
Marienthal: State of Emergency ist ein deutscher Thriller aus dem Jahr 2002. Er wurde an Originalschauplätzen im ehemaligen Regierungsbunker Marienthal gedreht.

## DVD
- Produktion: Hill House Pictures
- Vertrieb: Screen Power / Best Entertainment

Ausstattung DVD:
- Audiokommentar
- Dokumentation: Making State of Emergency
- Dokumentation: First Impressions
- Dokumentation: Das Ende von Marienthal
- Entfallene Szene
- Outtakes
- Screentest mit Klaus Josten
- Fotogalerie
- Trailer und Teaser